# Бродки (Львовская область)
Бро́дки (укр. Бродки) — село в Тростянецкой сельской общине Стрыйского района Львовской области Украины.
Население по переписи 2001 года составляло 426 человек. Занимает площадь 1,31 км². Почтовый индекс — 81612. Телефонный код — 3241.